# Linda Martini
Linda Martini è un gruppo musicale portoghese fondato a Lisbona nel 2003 e formato dal cantante e chitarrista André Henriques, dalla bassista Cláudia Guerreiro, dal batterista Hélio Morais e dai chitarristi Pedro Geraldes e Sérgio Lemos, sostituiti nel 2022 da Rui Carvalho.

## Storia del gruppo
I Linda Martini si sono formati nella capitale portoghese nel 2003 e hanno iniziato a pubblicare musica tre anni dopo con l'EP eponimo e l'album di debutto Olhos de mongol. Nel 2010 il secondo album Casa ocupada ha regalato loro il loro primo ingresso nella classifica di vendite portoghese, raggiungendo il 4º posto, il primo di cinque dischi nella top five. Hanno raggiunto la vetta della classifica nel 2016 con Sirumba e nel 2018 con Linda Martini. Nella loro carriera i Linda Martini si sono esibiti in una serie di festival, fra cui l'EDP Vilar de Mouros e il NOS Alive, e hanno realizzato tournée nazionali per promuovere i loro dischi.

## Formazione
- André Henriques – voce, chitarra (2003–)
- Cláudia Guerreiro – basso (2003–)
- Hélio Morais – batteria (2003–)
- Rui Carvalho – chitarra (2022–)

Membri precedenti
- Sérgio Lemos – guitar (2003–2009)
- Pedro Geraldes – chitarra (2003–2022)

## Discografia

### Album in studio
- 2006 – Olhos de mongol
- 2010 – Casa ocupada
- 2013 – Turbo lento
- 2016 – Sirumba
- 2018 – Linda Martini
- 2022 – Errôr

### Raccolte
- 2014 – Baú

### EP
- 2006 – Linda Martini
- 2008 – Marsupial
- 2009 – Intervalo

### Singoli
- 2013 – Ratos
- 2013 – Volta
- 2015 – Dez testões
- 2016 – Unicornio de Sta. Engrácia
- 2017 – Gravidade
- 2018 – Boca de sal
- 2018 – Europeu comun
- 2018 – Óssa menor
- 2020 – Frágil
- 2021 – E não sobrou ninguém
- 2021 – Horário de verão
- 2021 – Taxonomia
- 2022 – Eu nem vi